# Medičejske vile
Medičejske vile so vrsta podeželskih gradbenih kompleksov v Toskani, ki so bile v lasti članov družine Medici med 15. in 17. stoletjem. Vile so imele več funkcij: bile so podeželske palače Medičejcev, raztresene po ozemlju, ki so mu vladali, kar je kazalo njihovo moč in bogastvo. Bile so tudi rekreacijska letovišča za prosti čas in užitek lastnikov in bolj prozaično so bila središče kmetijskih dejavnosti na okoliških posestvih. Leta 2013 so bile Medičejske vile uvrščene na Unescov seznam svetovne dediščine.

## Zgodovina
Prvi vili sta bili Villa del Trebbio in tista v Cafaggiolu, obe močni utrjeni hiši, zgrajeni v 14. stoletju v zgodovinski regiji Mugello, prvotni dom družine Medici. V 15. stoletju je Cosimo Medičejski Starejši v Careggiu in Fiesolu zgradil vile, ki jih je zasnoval Michelozzo, še vedno precej mogočne stavbe, vendar z dodatnimi rekreacijskimi prostori: dvorišči, balkoni in vrtovi. Lorenzo de' Medici je preživel dolga obdobja v vili v Careggiu. Postopoma je Firence obkrožila zbirka Medičejskih vil, druge pa v bolj oddaljenih predelih Velikega vojvodstva Toskana. Do konca 16. stoletja je bilo vsaj 16 večjih posesti, z vsaj še 11 sekundarnimi interesi (večinoma kmetijskimi ali kratek čas v lasti družine Medici), skupaj s konstelacijo kmetij in lovskih koč po celotni Toskani. Giusto Utens je naslikal vrsto lunet, ki so prikazovale glavne Medičejske vile v 17. stoletju, ki so danes v Vili La Petraia.
Zadnji vili Medici sta bili Villa di Montevettolini in Villa di Artimino, ki ju je leta 1595/6 kupil Ferdinando I., medtem ko je razširil Vilo di Castello, Vilo La Petraia in Vilo dell'Ambrogiana.
Kasnejše vile so izjemni primeri renesančne in baročne arhitekture, pogosto pa so jih spremljali tudi vrtovi. Vrt v vili di Castello, ki je bila ustvarjena za Cosima I de' Medici, velikega vojvodo Toskane, je prvi v Italiji ustvaril Niccolò Tribolo, ki je pozneje zasnoval vrtove Boboli za novo rezidenco Cosima v Firencah, palača Pitti.
Vsak pomembnejši član družine Medici je imel posestvo. Vojvoda se je selil od ene hiše do hiše. Ko je v njej prebival, je vila postala mikrokozmos Medičejskega dvora. Za lov je lahko obiskal Vilo del Trebbio, Vilo di Cafaggiolo ali Vilo di Pratolino; spomladi je prebival v vili dell'Ambrogiana in se premaknil do vile di Artimino, da bi poleti odšel v hladnejše višje lege.
Po smrti Giana Gastona de' Medici leta 1737 je Veliko vojvodstvo Toskana in premoženje Medičejcev, vključno z njihovimi vilami, prevzela Franc, vojvoda Lotarinški (kasneje sveti rimski cesar). Franc je leta 1739 samo enkrat obiskal Toskano in naslednjih šestindvajset let so bile vile zanemarjene. Ko je Leopold I. leta 1765 podedoval vojvodino, so bile mnoge v slabem stanju in so bile odstranjene. Preostanek so Lotaringi uporabljali do leta 1860, ko je bila Toskana absorbirana v novo Kraljevino Italijo. Savojci so se odločili za prodajo vseh preostalih vil (La Petraia & Poggio a Caiano), ki so ostale v njihovi lasti do konca monarhije leta 1946. Danes so nekatere vile muzeji; druge zasedajo institucije, nekaj pa jih je v zasebni lasti in jih pogosto najamejo zasebno ali uporabljajo za javne prireditve.
Leta 2006 je italijanska vlada poslala Medičejske vile na Unescov seznam svetovne dediščine.   Na 37. Unescovem odboru za svetovno dediščino leta 2013 v Phnom Penhu so bile Vile in vrtovi Medici v Toskani dodane na seznam svetovne dediščine.

## Seznam

### Vile in vrtovi na Unescovem seznamu
Dvanajst vil in dva vrtova so na Unescovem seznamu svetovne dediščine:
- Vrtovi Boboli
- Vrtovi Pratolino
- Palazzo di Seravezza
- Villa di Artimino
- Vila v Cafaggiolu
- Villa di Careggi
- Villa di Castello
- Villa di Cerreto Guidi
- Vila La Magia
- Vila La Petraia
- Vila Medici, Fiesole
- Villa di Poggio a Caiano
- Villa del Poggio Imperiale
- Villa del Trebbio

### Druge velike vile
- Villa di Mezzomonte (1480–1482, 1629–1644)
- Villa di Camugliano (približno 1530 - 1615) [3]
- Vila di Pratolino (1568–1738)
- Villa di Lappeggi (1569–1738)
- Villa dell'Ambrogiana (1574–1738)

### Manjše vile
- Villa di Collesalvetti (1464–1738)
- Villa di Agnano (1486–1498)
- Villa di Arena Metato (ok. 1563 - 1738)
- Villa di Spedaletto (1486–1492)
- Villa di Stabbia (1548–1738)
- Villa della Topaia (približno 1550 - 1738)
- Villa di Marignolle (1560–1621)
- Villa di Lilliano (1584–1738)
- Villa di Coltano (1586–1738)
- Villa di Montevettolini (približno 1595 - 1738

## Galerija
- Villa di Careggi
- Villa di Poggio a Caiano
- 'Appennino, Parco di Pratolino
- Palazzo di Seravezza
- Villa a Fiesole
- Villa di Artimino

Medičejci so poleg svojih podeželskih vil v Firencah zasedli še naslednje stavbe:
- Palazzo Medici Riccardi (1444-1540, ki so jo do leta 1659 uporabljali manj pomembni družinski člani)
- Palazzo Vecchio (1540 - približno 1560)
- Palača Pitti (1550–1738)
- Casino di San Marco

in
- Medičejska vila, Rim